# Laguna del Padul
La laguna del Padul está localizada en el municipio español de Padul, en la provincia de Granada, comunidad autónoma de Andalucía. Está considerada como el principal humedal natural de la provincia. Está constituida por una serie de áreas pantanosas situadas principalmente en áreas deprimidas en torno a las dos explotaciones de turba existentes, que son un reducto de un antiguo sistema lagunar más extenso.

## Evolución histórica

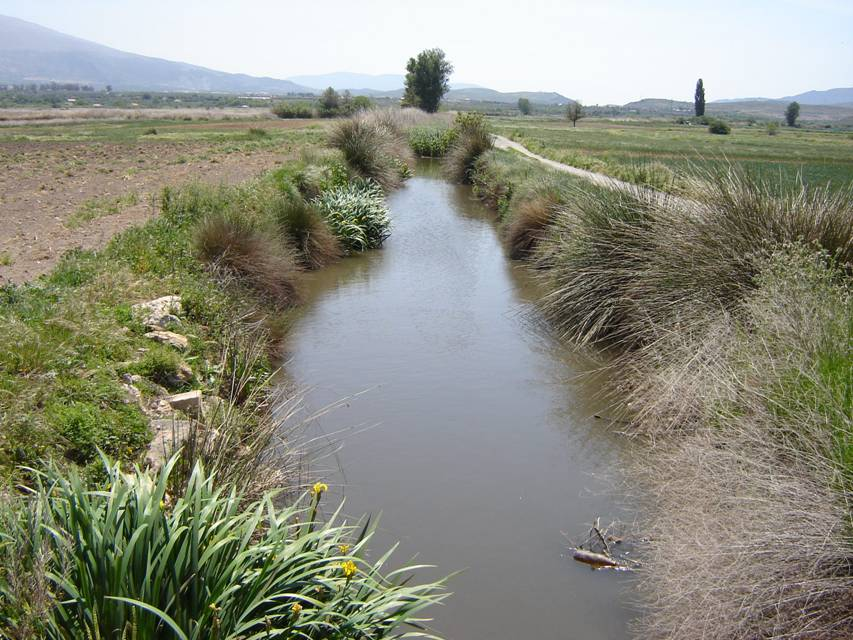
Canal de drenaje de la laguna, también conocido como "madre". Madre del Ventano.

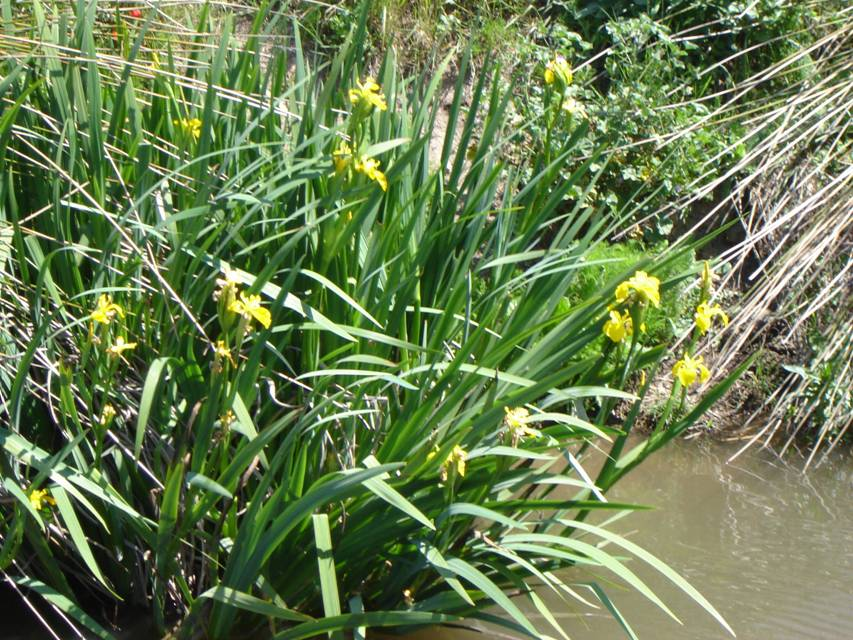
Lirios típicos de la comunidad vegetal de los canales de drenaje y zonas encharcadas de cierta profundidad)

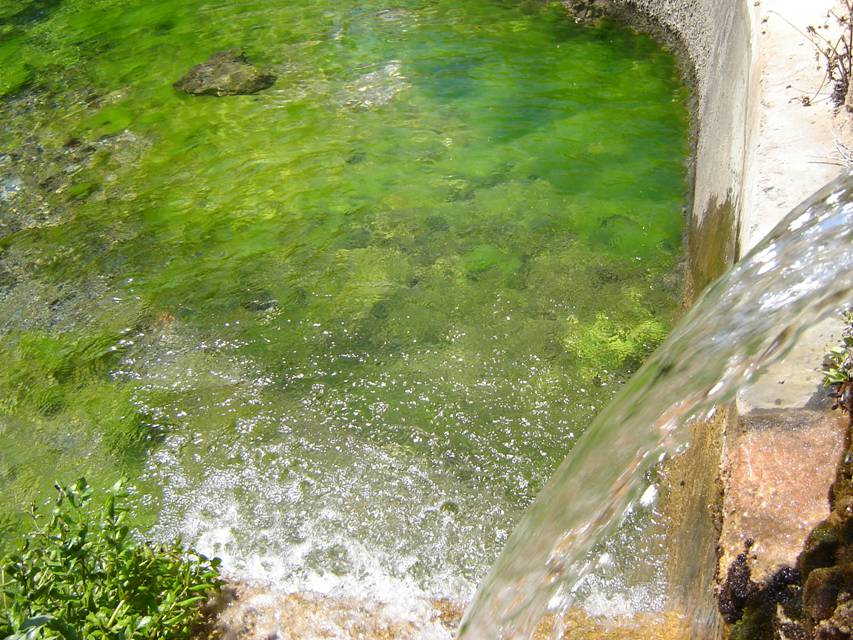
Manantial del borde norte de la depresión de Padul. Alberca Palmones

La importancia que esta laguna ha tenido en la vida del pueblo se pone de relieve en los sucesivos intentos de desecación, de los que se conoce uno de finales del siglo XVIII, pero en cuyo proyecto se alude a otros anteriores. Este proyecto está recogido en el Libro de Cabildos del Ayuntamiento de Granada de 1779, pues el municipio de Padul pertenecía a esta ciudad, que lo compró a su majestad Felipe IV, según real cédula de 19 de junio de 1627. En dicho año se reunió el Cabildo a instancias de algunos vecinos de Padul, entre los que se encuentra el conde de Villa Amena de Cozvíjar, que poseía la mayor parte de la laguna, para estudiar la posible desecación de esta, que tenía una extensión de 16 000 a 18 000 marjales. El proyecto, después de estudiar el informe de los peritos y médicos y las ventajas e inconvenientes que se podrían derivar de la desecación, fue aprobado, concediéndose al conde permiso para llevarlo a la práctica.
De esta manera la laguna aparece ya desecada a finales del siglo XVIII, en que Tomás López dice: «...previniendo en honor de la verdad, que de la indicada salubilidad (del valle de Lecrín) a de exceptuarse la villa de Padul que a causa de estar tan inmediata a su Laguna ha sido rreputada por enferma, y con efecto lo era, pero a dexado de serlo desde que pocos años haze con el objeto de cultivar sus terrenos an desecado la maior parte de su Laguna...».
Esta desecación y desagüe se realizó por medio de canales, denominados «madres», que unidas forman el río de la Laguna o de Padul, que encuentra su salida hacia el río Guadalfeo.
Los datos históricos recogidos sobre la laguna del Padul indican que esta no ocupó siempre toda la depresión inicial, sino que quedaba limitada a una superficie de un tercio o un cuarto.
El Repartimiento de 1571 dice que las tierras de la laguna y el «marxen» solo eran aprovechadas por los vecinos para la recolección de anea y cañizo (carrizo). En cuanto a su extensión, se limita a recoger la opinión muy dispar de los vecinos, pues mientras unos calculan una extensión de 8000 marjales, otros la limitan a 2000 marjales.
El Catastro del marqués de la Ensenada (1752) considera una extensión para la superficie inculta de la laguna de 3550 marjales, equivalentes a 187 Ha, que casi totalmente pertenecen al conde de Villa Amena de Cozvíjar, que además controlaba otras 500 ha de tierras de regadío; es decir, prácticamente poseía el total de la depresión. Hay que destacar que se trata del único título nobiliario que aparece entre los propietarios de Padul del siglo XVIII; hecho que resulta un tanto extraño, si tenemos en cuenta la abundancia que de los mismos había en España en aquellos momentos. Su título y su residencia en Cozvíjar se explican porque este pueblo fue el núcleo militar de toda la región después de la Reconquista y, por lo tanto, el más importante, aunque después haya sido superado por Padul y por Dúrcal, al quedar alejado de la carretera Granada-Motril. Los cultivos de la vega de Padul en este siglo eran fundamentalmente trigo, cebada, cáñamo, lino y frutales, con algunas viñas y olivares, que se regaban eventualmente cuando sobraba agua.
En el siglo XIX, el Amillaramiento de 1881 nos presenta la mayor parte de la laguna desecada y puesta el cultivo, y el conde de Villa Amena de Cozvíjar sigue siendo propietario de la tierra desecada, aunque no la cultiva directamente, sino por medio de colonos, a quienes ha distribuido parcelas muy pequeñas, casi todas inferiores a media hectárea. Los cultivos siguen siendo muy semejantes al del siglo anterior, con la excepción del cáñamo, que ha desaparecido por completo, paralelamente a la decadencia de la marina española. En su lugar se han introducido el cultivo del maíz y las habas.
En el siglo XX, además de los cultivos que se practicaban en el siglo anterior, la remolacha adquiere especial interés, especialmente a partir de la llegada del tranvía que facilita su transporte hasta la azucarera de Santa Juliana, en el municipio de Armilla. Predomina la pequeña propiedad, ya que ningún propietario supera las 10 Ha y más de las tres cuartas partes no superan la media hectárea. Los propietarios son los descendientes de los aparceros y arrendatarios que cultivaban esas tierras cuando eran propiedad del conde de Villamena de Cozvíjar. Muchos legalizaron la propiedad de la tierra, aunque otros muchos seguían basando sus derechos en un antiguo documento de arrendamiento de pago puramente simbólico, que transmitían a sus herederos o por venta, actuando como auténticos propietarios de la tierra.

## Explotación de la turba

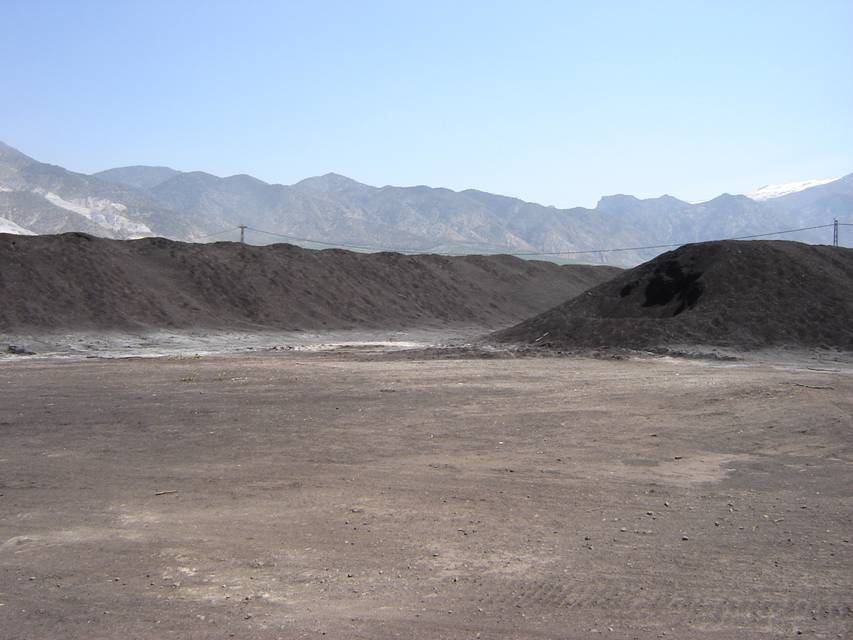
Pilas de turba características de una explotación de este material

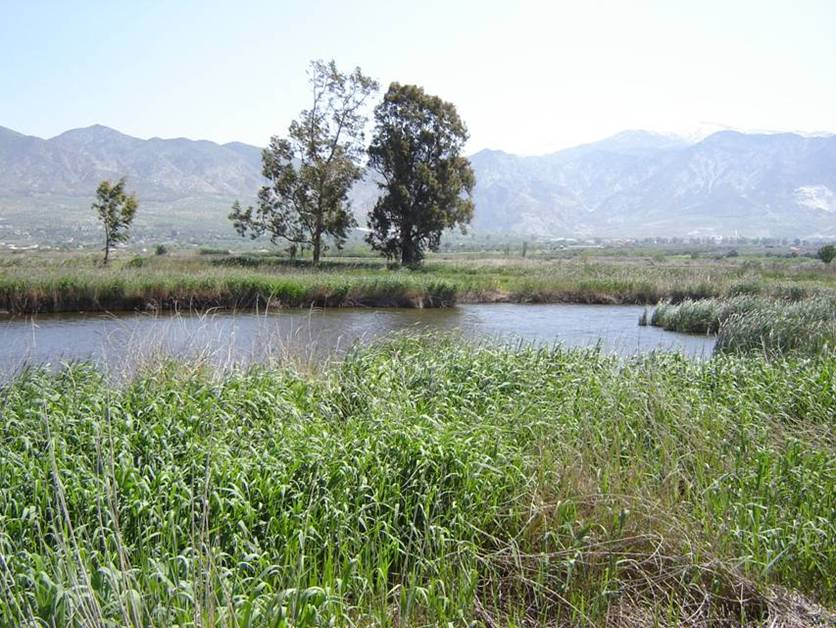
Laguna artificial como consecuencia del llenado de agua de un hueco tras la extracción de la turba, dentro de los planes de restauración de la turbera

En 1943 se inician los trabajos de explotación de turba en terrenos de la Sociedad Minera y Metalúrgica de Peñarroya, aunque ya en 1911 se hablaba de una inmediata explotación en las Memorias de la Jefatura Provincial de Minas. Estos trabajos se detuvieron por falta de autorización de la Comisión de la Turba. En 1956 se reanudaron y desde entonces continúan hasta la actualidad.

## Figuras de protección
La laguna del Padul está considerada como una zona de protección de Grado A dentro del parque natural de Sierra Nevada. También está incluida en el Convenio de Ramsar desde el 27 de enero de 2006.

## Fauna
Habita la alondra ricotí, en peligro de extinción en España.